# Вознесенское сельское поселение (Кемеровская область)
Вознесе́нское сельское поселение — упразднённое муниципальное образование в Яйском районе Кемеровской области.
Административный центр — село Вознесенка.

## История
Вознесенское сельское поселение образовано 17 декабря 2004 года в соответствии с Законом Кемеровской области № 104-ОЗ.

## Население
| 2010 | 2011 | 2012 | 2013 | 2014 | 2015 | 2016 |
| ---- | ---- | ---- | ---- | ---- | ---- | ---- |
| 786  | ↘785 | ↘732 | ↘686 | ↘649 | ↘604 | ↘570 |
| 2017 | 2018 | 2019 |      |      |      |      |
| ↘562 | ↘540 | ↘507 |      |      |      |      |

## Состав сельского поселения
| № | Населённый пункт | Тип населённого пункта       | Население |
| - | ---------------- | ---------------------------- | --------- |
| 1 | Вознесенка       | село, административный центр | 391       |
| 2 | Емельяновка      | деревня                      | 251       |
| 3 | Михайловка       | деревня                      | →0        |
| 4 | Назаровка        | деревня                      | 75        |
| 5 | Новоникольское   | посёлок                      | 13        |
| 6 | Соболинка        | деревня                      | 56        |

## Инфраструктура
В состав сельского поселения входит шесть населенных пунктов, в которых проживает 786 человек
Административным центром поселения является село Вознесенка, в котором проживает 391 человек. В селе располагается 113 частных домов, фельдшерско-акушерский пункт, сельский клуб, библиотека, отделение почты, основная общеобразовательная школа, 15 хозяйственных сооружений, а также 10 административных зданий
В деревне Емельяновка проживает 251 человек. В этом населенном пункте располагается 80 частных домов и фельдшерско-акушерский пункт, 2 административных здания, 1 хозяйственный корпус
В деревне Михайловка проживает 0 человек. В этом населенном пункте располагается 2 частных дома
В деревне Назаровка проживает 75 человек. В этом населенном пункте располагается 66 частных домов, фельдшерско-акушерский пункт, сельский клуб и библиотека
В поселке Новоникольское проживает 13 человек. В этом населенном пункте располагается 12 частных домов
В деревне Соболинка проживает 56 человек. В этом населенном пункте располагается 38 домов и фельдшерско-акушерский пункт, 2 хозяйственных сооружения. В деревне зарегистрировано ООО "Севак"